# Židovský hřbitov v Oseku u Rokycan
Židovský hřbitov v Oseku u Rokycan byl založen nejspíše v 18. století. Nachází se v jihovýchodní části obce Osek v zalesněné ploše u zříceniny letohrádku Kamýk.
V areálu zůstaly jen ruiny márnice a ohradní zdi, dochovala se padesátka náhrobních kamenů, z nichž nejstarší pochází snad z roku 1793. Patří k majetku české Federace židovských obcí a je volně přístupný.
V obci se také nachází bývalá synagoga.